# Dioecesis Galliae

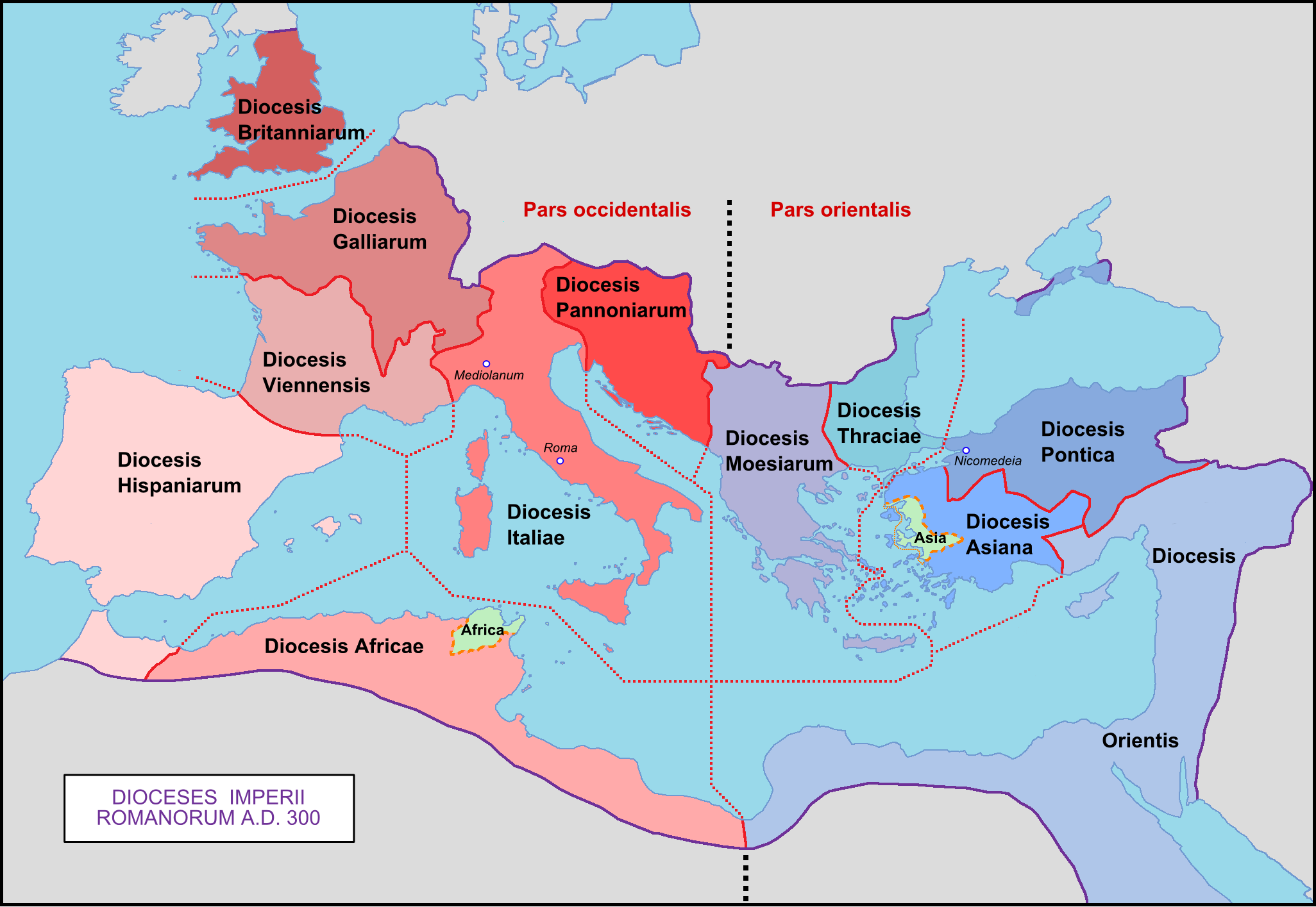
Die Diözesen von ca. 293 bis vor 337.

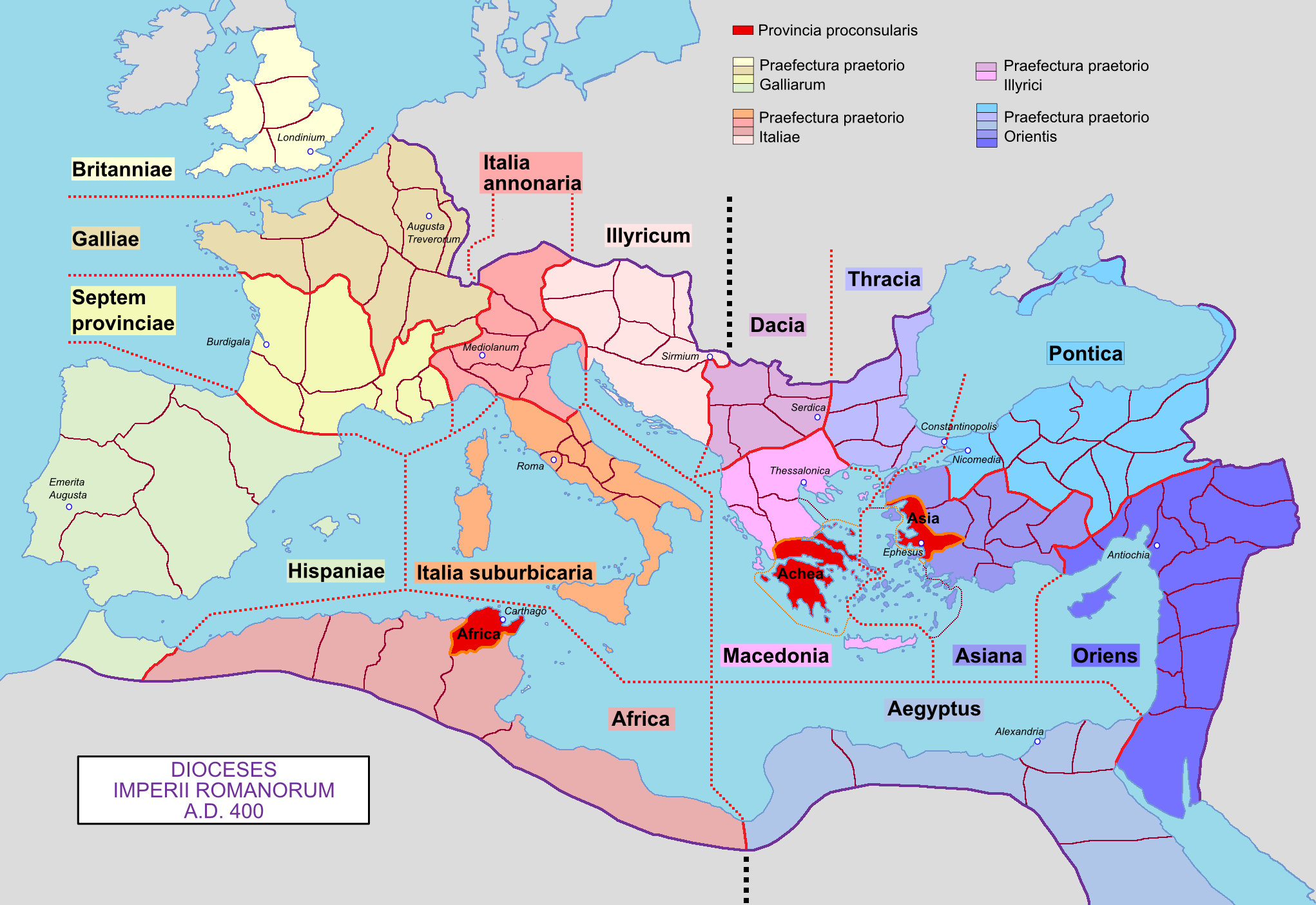
Die Diözesen um 400 n. Chr. (Spätantike)

Die Dioecesis Galliae (auch Dioecesis Galliarum) war eine spätantike Verwaltungseinheit (Dioecesis) des Römischen Reiches. Sie bestand von 314 bis 486. Der Hauptort war die meiste Zeit Augusta Treverorum, das heutige Trier. Die Stadt Trier war lange Sitz des Praefectus praetorio Galliarum (zuständig für Britannien, Gallien und Hispanien) und Sitz eines Caesaren.

## Gebietsstruktur
Die Dioecesis Galliae umfasste folgende acht Provinzen:
- Belgica prima
- Belgica secunda
- Germania prima
- Germania secunda
- Sequania
- Lugdunensis Prima
- Lugdunensis Secunda
- Alpes Graiae et Poeninae (siehe Alpes Graiae und Alpes Poeninae)

## Geschichte
Das Römische Reich war zunächst in 46 Provinzen aufgeteilt, die von Diokletian im Wesentlichen durch Aufteilung um 300 nach Christus auf 101 Provinzen erhöht wurden, die aber nun in Diözesen zusammengefasst wurden. Der Leiter der Diözesen (und Provinzen) war der Vicarius, Stellvertreter des nach 312 aus dem militärischen Prätorianerpräfekten hervorgegangenen Zivilbeamten, dem Praefectus praetorio Galliarum (zuständig für Britannien, Gallien und Hispanien).
Trier war zeitweise auch Sitz eines Caesaren. 328 bis 340 residierte hier Kaiser Konstantin II. Von 367 bis 392 war Trier unter Valentinian I., Gratian, Magnus Maximus und Valentinian II. erneut Regierungssitz des Römischen Reiches und gleichzeitig mit 80.000 bis 100.000 Einwohnern die größte Stadt nördlich der Alpen.
Bereits bei der „Reichsteilung“ 395 wurde die Struktur der Diözesen geändert in vier Präfekturen, 15 Diözesen und 119 Provinzen. 407, kurz nach dem Einfall der Vandalen, Alanen und Sueben in Gallien, wurde die Gallische Präfektur nach Arles an die Rhone verlegt. Mit der Niederlage des Syagrius in der Schlacht bei Soissons (486) nahm die Diözese Galliae ein Ende.